# Понс де Лион (Флорида)
Понс де Лион (енгл. Ponce de Leon) град је у америчкој савезној држави Флорида. По попису становништва из 2010. у њему је живело 598 становника.

## Демографија
Према попису становништва из 2010. у граду је живело 598 становника, што је 141 (30,9%) становника више него 2000. године.
| Група             | 2000.       | 2010.       |
| Белци             | 414 (90,6%) | 548 (91,6%) |
| Афроамериканци    | 14 (3,1%)   | 11 (1,8%)   |
| Азијати           | 0 (0,0%)    | 2 (0,3%)    |
| Хиспаноамериканци | 13 (2,8%)   | 18 (3,0%)   |
| Укупно            | 457         | 598         |